# Mitoma Kaoru
Mitoma Kaoru (三笘 薫; Hepburn: Kaoru Mitoma; Jokohama, 1997. május 20. –) japán válogatott labdarúgó, jelenleg a Brighton & Hove Albion labdarúgója.
A Kavaszaki Frontale akadémiáján nevelkedett, de mikor behívták a felnőtt csapatba, inkább úgy döntött, hogy a Cukubai Egyetemre igazol, ahol több játéklehetősége volt és mellett tanulmányait is végezte. Végül visszatárt nevelőcsapatához két szezonra, mielőtt a Brighton & Hove Albion leszerződtette 2021-ben. Egy szezont kölcsönben szerepelt Belgiumban, mielőtt betört a kezdőcsapatba a Brightonnál.
Utánpótlás szinten képviselte az országot 2018 és 2021 között, behívták a 2020. évi nyári olimpiai játékokra is. 2021-ben mutatkozott be a felnőtt válogatottban és egy évvel később be is hívták a 2022-es világbajnokságra utazó csapatba.

## Pályafutása

### Klubcsapatban

#### Fiatalkora
Kanagavában született és Kavaszakiban nőtt fel, 10 évesen csatlakozott a Kavaszaki Frontale akadémiájához. Kazama Jahiro edző hívta be először a felnőtt csapatba az U18-asból, de Mitoma inkább úgy döntött, hogy a Cukubai Egyetemhez csatlakozik, ami a japán labdarúgás egyik legismertebb egyetemi gárdája. Mitoma úgy érezte, hogy még nem állt készen 18 éves korában, hogy a felnőttek között játsszon, ezért döntött az egyetemi játék mellett, ahol úgy gondolta, több lehetőséget kaphatott volna. Disszertációját a labdavezetésről írta, csapattársai fejére kamerákat helyezve, hogy meg tudja állapítani, mi a különbség a jó és a kevésbé kiemelkedő labdavezetők között.
Cukubában eltöltött ideje alatt beválasztották a 2017-es és a 2019-es universiade játékokra, illetve a 2018-as Ázsia-játékokra és a 2019-es Touloni Ifjúsági Tornára. Beválasztották a bajnokság legjobb csapatába utolsó három szezonjában, miközben megszerezte diplomáját. Ezek mellett 2016-ban és 2017-ben is szerepelt a japán kupában is, az utóbbiban csapata a nyolcaddöntőig jutott, kiejtve több első osztályú csapatot is. Második egyetemi évétől kezdve néha-néha edzett a Frontale felnőtt csapatával, de mindössze egyszer lépett pályára színeikben az időszakban, egy 2019-es ligakupa-mérkőzésen.

#### Kavaszaki Frontale
2018 júliusában, mikor még egyetemre járt, Mitoma aláírt egy szerződést a Kavaszaki Frontale csapatával, ami 2020-ban kezdődött meg. A 2020-as szezon első napján mutatkozott be és gyorsan a liga egyik legjobb játékos lett. Mutó Josinori óta az első újonc játékos lett, aki első szezonjában tíznél több gólt szerzett és tíznél több gólpasszt adott. Tagja volt az év csapatának és második helyen végzett a liga legértékesebb játékosának szavazásán. A Frontale tagjaként két alkalommal nyerte meg a japán bajnokságot. 

#### Brighton & Hove Albion
A Frontale-lel szerzett sikereit követően szerződtette le a Brighton & Hove Albion, 2,5 millió fontért. Rögtön kölcsönadták a belga Union SG csapatába. A szezon első felében főként a padon ült, első gólját is onnan beállva szerezte október 16-án, egy mesterhármas részeként, a Seraing ellen. A rájátszásban kezdett el igazán kiemelkedően játszani, többször is végig a pályán volt mérkőzéseken.
Belgiumhoz hasonlóan Angliába visszatérve is a padon ülve kezdte a szezont. 2022. augusztus 13-án Mitoma bemutatkozott a Premier League-ben, a 75. percben beállva Leandro Trossard helyére, a Newcastle United ellen. Tizenegy nappal később volt először kezdő, 67 percet játszott a Forest Green Rovers elleni ligakupa-mérkőzésen. A bajnokságban először október 29-én került a kezdőcsapatba, gólpasszt adva az ötödik percben Trossard góljához a Chelsea elleni 4–1-es győzelem során. Egy héttel később lőtte első gólját, a Wolverhampton ellen talált be fejjel. Csapata másik két góljában is nagy szerepe volt a mérkőzésen. Mitoma négy nappal később ismét betalált, mikor a Brighton legyőzte az Arsenal csapatát 3–1-re a ligakupában. Hazai pályán december 31-én szerzett először gólt, szintén a londoni csapat ellen. 2023. január 29-én a negyedik fordulóban Mitoma 91. percben szerzett győztes góljával ejtette ki csapata a címvédő Liverpoolt az angol kupából. Február 5-én ismét késői győztes gólt szerzett, ezúttal az AFC Bournemouth ellen. Hat bajnoki találatával márciusig beállította Kagava Sindzsi és Okazaki Sindzsi rekordjait, akik addig az egy szezonban legtöbb gólt szerző japán játékosok voltak. A rekordot április 1-én döntötte meg a Brentford ellen.

### A válogatottban
Azt követően, hogy utánpótlás szinten képviselte Japánt, 2021 novemberében hívták be először a válogatottba, az Omán elleni világbajnoki selejtezőkre. 2021. november 16-án mutatkozott be az 1–0-ás végeredményű mérkőzés során.
2022. március 24-én megszerezte első góljait a válogatottban egy Ausztrália ellen 2–0-ra megnyert világbajnokság-selejtezőn. Csereként állt be a mérkőzésen a 86. percben és mindössze három perccel később betalált. A hosszabbításban állította be a végeredményt. Ezzel a győzelemmel jutott ki Japán a világbajnokságra. Tagja volt a 2020. évi nyári olimpiai játékokon szereplő japán U23-as csapatnak
Beválogatták a  2022-es világbajnokságra utazó csapat keretébe is. Az utolsó csoportmérkőzésen, amit Spanyolország ellen játszottak december 1-én, gólpasszt adott Tanaka Ao találatához, amivel csapata csoportgyőztesként továbbjutott a nyolcaddöntőbe. A gólt eredetileg nem adták meg, mivel a bíró azt hitte, hogy az elhagyta a játékteret, de a videóbíró megadta.

## Statisztika

### Klubcsapatokban
2023. március 11-én frissítve.
| Csapat                 | Szezon           | Bajnokság        | Bajnokság | Bajnokság | Kupa | Kupa  | Ligakupa | Ligakupa | Nemzetközi | Nemzetközi | Egyéb | Egyéb | Összesen | Összesen |
| Csapat                 | Szezon           | Osztály          | P.        | Gólok     | P.   | Gólok | P.       | Gólok    | P.         | Gólok      | P.    | Gólok | P.       | Gólok    |
| ---------------------- | ---------------- | ---------------- | --------- | --------- | ---- | ----- | -------- | -------- | ---------- | ---------- | ----- | ----- | -------- | -------- |
| Cukubai Egyetem        | 2016             | –                | –         | –         | 1    | 0     | –        | –        | –          | –          | –     | –     | 1        | 0        |
| Cukubai Egyetem        | 2017             | –                | –         | –         | 4    | 2     | –        | –        | –          | –          | –     | –     | 4        | 2        |
| Cukubai Egyetem        | Összesen         | Összesen         | –         | –         | 5    | 2     | –        | –        | –          | –          | –     | –     | 5        | 2        |
| Kavaszaki Frontale     | 2018             | J1 League        | 0         | 0         | 0    | 0     | 0        | 0        | –          | –          | –     | –     | 0        | 0        |
| Kavaszaki Frontale     | 2019             | J1 League        | 0         | 0         | 0    | 0     | 1        | 0        | –          | –          | –     | –     | 1        | 0        |
| Kavaszaki Frontale     | 2020             | J1 League        | 30        | 13        | 2    | 2     | 5        | 3        | –          | –          | –     | –     | 37       | 18       |
| Kavaszaki Frontale     | 2021             | J1 League        | 20        | 8         | 0    | 0     | 0        | 0        | 3          | 2          | 1     | 2     | 24       | 12       |
| Kavaszaki Frontale     | Összesen         | Összesen         | 50        | 21        | 2    | 2     | 6        | 3        | 3          | 2          | 1     | 2     | 62       | 30       |
| Brighton & Hove Albion | 2021–2022        | Premier League   | 0         | 0         | 0    | 0     | 0        | 0        | –          | –          | –     | –     | 0        | 0        |
| Brighton & Hove Albion | 2022–2023        | Premier League   | 19        | 6         | 3    | 1     | 3        | 1        | –          | –          | –     | –     | 25       | 8        |
| Brighton & Hove Albion | Összesen         | Összesen         | 19        | 6         | 3    | 1     | 3        | 1        | 0          | 0          | 0     | 0     | 25       | 8        |
| Union SG (kölcsönben)  | 2021–2022        | Pro League       | 27        | 7         | 2    | 1     | –        | –        | –          | –          | 0     | 0     | 29       | 8        |
| Karrier összesen       | Karrier összesen | Karrier összesen | 96        | 34        | 12   | 6     | 8        | 4        | 3          | 2          | 1     | 2     | 121      | 48       |

1. ↑  Pályára lépések az AFC-bajnokok ligájában
2. ↑  Pályára lépések a japán szuperkupában

### A válogatottban
| Válogatott | Év       | Pályára lépések | Gólok |
| ---------- | -------- | --------------- | ----- |
| Japán      | 2021     | 1               | 0     |
| Japán      | 2022     | 12              | 5     |
| Összesen   | Összesen | 13              | 5     |

#### Gólok
| # | Dátum                | Helyszín                                    | Ellenfél         | Eredmény | Végeredmény | Kiírás                           |
| - | -------------------- | ------------------------------------------- | ---------------- | -------- | ----------- | -------------------------------- |
| 1 | 2022. március 24.    | Stadium Australia, Sydney, Ausztrália       | Ausztrália       | 1–0      | 2–0         | 2022-es világbajnokság-selejtező |
| 2 | 2022. március 24.    | Stadium Australia, Sydney, Ausztrália       | Ausztrália       | 2–0      | 2–0         | 2022-es világbajnokság-selejtező |
| 3 | 2022. június 2.      | Szapporo Dómu, Szapporo, Japán              | Paraguay         | 3–1      | 4–1         | 2022-es Kirin-kupa               |
| 4 | 2022. június 10.     | Noevir Stadion, Kóbe, Japán                 | Ghána            | 2–1      | 4–1         | 2022-es Kirin-kupa               |
| 5 | 2022. szeptember 23. | Merkur Spiel-Arena, Düsseldorf, Németország | Egyesült Államok | 2–0      | 2–0         | 2022-es Kirin-kupa               |

## Sikerei, díjai
Kavaszaki Frontale
- Japán bajnok (2): 2020, 2021
- Japán császárkupa: 2020
- Japán szuperkupa (2): 2019, 2021

Egyéni
- J.League – Legjobb Tizenegy: 2020[2]
- Japan Pro-Footballers Association Awards: legértékesebb játékos, Legjobb Tizenegy (2022)